# 秋山瑞人
秋山瑞人（1971年10月26日—），日本小說家、科幻小說作家。

## 生平
秋山瑞人為山梨縣出身，法政大學畢業。秋山瑞人在法政大學在就學時加入了金原瑞人的小說創作研究小組，而其筆名「瑞人」也是模仿其指導老師金原瑞人。

## 作品列表
（連載中）
- DRAGON BUSTER（電撃hp）

（既刊）
- E.G.コンバット
- 鉄コミュニケイション
- 猫の地球儀
- 伊里野的天空、UFO的夏天
- 南方之島·夢境之中
- おれはミサイル
- 海原の用心棒

　
同人誌時代以筆名的著作
- 電気椅子
- 数値記憶
- 猫の地球儀
- 鼠と猫のゲーム
- 霊蒼——GRAY BLUE——
- さよならササヅカ
- BLACK MAZIC